# عصير مخلل الملفوف
عصير الملفوف المخمر هو مشروب يتكون من السائل الذي ينتج عن تنشيف مخلل الملفوف. فهو عصير الخضروات نفسه ويسمى بالمحلول الملحي في الألمانية، محلول ملحي بالرومانية ومربى الملفوف بالصربية والبلغارية.
يتوافر على نطاق واسع في العديد من دول أوروبا الوسطى والشرقية، مثل ألمانيا وصربيا، وفي أجزاء من شمال شرق الولايات المتحدة ووسط الغرب حيث استقر المهاجرون الألمان، مثل وسط وولاية بنسلفانيا الغربية.
كما يمكن اخذه كمكل غذائي، لأنه مصدر للفيتامين ج والفيتامين ب، الفيتامين إي، الفيتامين ك، البوتاسيوم (475 مجم) والكالسيوم، الفوسفور، الكبريت، الحديد، النحاس، الزنك والمغنيسيوم وحمض اللبنيك.

## الاستعمالات
يمكن أن يشرب بمفرده أو يستخدم كعنصر في المشروبات المختلطة.